# والتر كراوزه (لاعب كرة قدم)
والتر كراوزه (بالألمانية: Walter Krause)‏ هو لاعب كرة قدم ألماني، ولد في 14 مارس 1896 في هامبورغ في ألمانيا، وتوفي بنفس المكان في 28 أبريل 1948. شارك مع منتخب ألمانيا لكرة القدم. أما مع النوادي، فقد لعب مع فيكتوريا هامبورغ وهولشتاين كيل.

## وصلات خارجية
- والتر كراوز (لاعب كرة قدم) على موقع قاعدة بيانات كرة القدم.إي يو (الإنجليزية)
- والتر كراوز (لاعب كرة قدم) على موقع ناشيونال فوتبول تيمز (الإنجليزية)
- والتر كراوز (لاعب كرة قدم) على موقع عالم كرة القدم.نت (الإنجليزية)